# 태환권
태환권(兌換券)은 한 나라의 화폐제도의 기초가 되는 화폐이다. 즉 본위 화폐와 바꾸는 것이 보증된 은행권을 태환 은행권이라고 하고, 줄여서 태환권이라 한다. 금본위제도하에서는 태환제도를 채용함으로써 통화제도의 통일이 유지되었다. 이 태환제도는 은행권이 태환권으로서 중앙은행에서 발행되고 최종 지불 수단이 된 다음에는 현금 통화의 공급을 자동적으로 억제하는 제도로서 뜻있는 것으로 생각되었다. 관리통화제도를 일반화한 현재는 정화(금화)와 교환되지 않으므로 은행권은 일반적으로 불환은행권으로 돼 있다.